# Guerra Ōnin
La cosiddetta Guerra Ōnin o "di Ōnin" (応仁の乱?, Ōnin no Ran) è un periodo di guerra civile scoppiato in Giappone durante il periodo Muromachi.
Sorto da una disputa iniziale tra Hosokawa Katsumoto, un importante Kanrei, e il daimyō di Kyōto Yamana Sōzen, esso crebbe fino a diventare un conflitto su scala nazionale che vide coinvolto lo Shogunato Ashikaga e numerosi daimyō.
Questo conflitto diede inizio all'Epoca Sengoku, detto Periodo degli Stati in Guerra, che fu un periodo storico molto lungo segnato dal tentativo di vari daimyo di predominare sugli altri per il controllo di tutto il Giappone. Fu in questo stesso periodo che emersero tre importanti personaggi storici, considerati i tre più importanti daimyo del periodo Sengoku, e che avrebbero in seguito unificato l'intero Giappone sotto il dominio di un solo clan. Essi furono Oda Nobunaga, Toyotomi Hideyoshi e Tokugawa Ieyasu.

## Origini
Il conflitto Ōnin iniziò con una diatriba su chi avrebbe succeduto lo shōgun Ashikaga Yoshimasa. Nel 1464 Yoshimasa non aveva eredi. Convinse suo fratello minore Ashikaga Yoshimi ad abbandonare la vita di monaco e lo nominò erede. Nel 1465, l'inaspettata nascita di un figlio a Yoshimasa mise in dubbio questi piani. Il bambino, Yoshihisa, causò attriti tra lo shōgun, Yoshimi e il clan Hosokawa contro Tomiko, moglie di Yoshimasa e madre di Yoshihisa, e il clan Yamana.
Il clan Hosokawa lavorava da sempre a stretto contatto con il fratello dello shōgun, Ashikaga Yoshimi, e sostenne il suo ruolo di erede. Al contrario gli Yamana colsero questa opportunità per opporsi ulteriormente agli Hosokawa, sostenendo il bambino come erede dello shogunato. Scoppiò la guerra nella città di Kyoto. Questo fu considerato dagli Ashikaga come un atto di ribellione, e cercarono di fermarla assieme agli alleati. Gli Ashikaga cercarono di impedire lo scoppio della guerra per la successione, ma la situazione degenerò in una guerra che avrebbe designato il capo del clan vittorioso come il prossimo shōgun. Nel 1467 l'incertezza aveva causato una spaccatura tra i clan guerrieri, e la disputa di successione divenne un pretesto per una lotta per la supremazia militare in varie parti del Giappone spesso all'interno degli stessi clan, come ad esempio nei Hatakeyama e Shiba. Alla fine tuttavia non ci fu un chiaro vincitore. Entrambi gli schieramenti risultavano esausti dalla guerra.

## Il conflitto

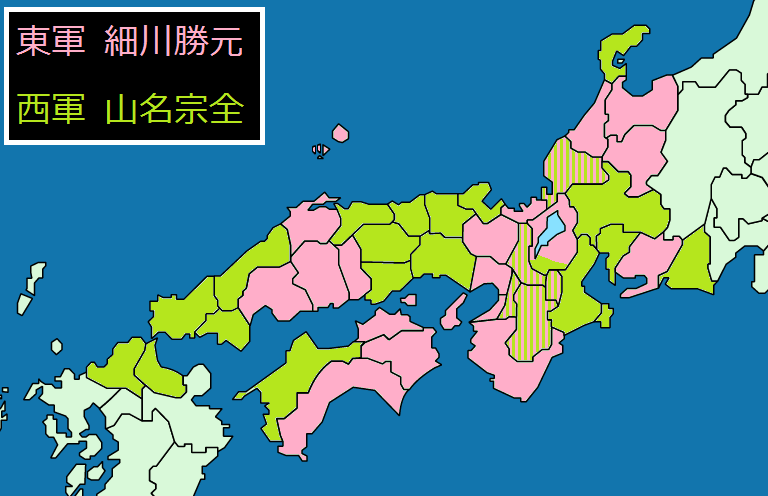
Alleanze nel 1467. Aree leali o alleate a Hosokawa Katsumoto in rosa, quelle di Yamana Sōzen in verde.

Il conflitto assurse ad una certa rilevanza storica dal luglio 1467, data da cui si fa partire l'inizio della Guerra di Ōnin. 
I due contendenti iniziali, Hosokawa Katsumoto e Yamana Sōzen, morirono nel 1473, tuttavia essi avevano scatenato un conflitto di tale entità da rendersi indipendente dal loro ruolo personale.
In questo periodo la città di Kyōto era ormai una città fantasma, messa a ferro e fuoco dai due clan rivali, Ōuchi Masahiro, uno dei generali della fazione Yamana bruciò l'intera porzione della città sotto il suo comando prima di abbandonarla e dieci anni dopo l'inizio del conflitto, nel 1477, Kyōto viene rappresentata come un cumulo di macerie e miseria.
D'altro canto, nessuno dei due clan in conflitto, gli Yamana e gli Hosokawa avevano ottenuto nulla da questa guerra sanguinaria e feroce se non uccidere qualche sparuto rappresentante del clan rivale.
Durante tutto questo periodo lo shōgun territoriale non fece nulla per impedire il perdurare della guerra, Ashikaga Yoshimasa era del tutto separato dalla realtà del suo paese e poco si curò di quanto accadeva. Mentre Kyōto bruciava egli trascorse il suo tempo scrivendo, leggendo poesie e dedicandosi ad altri piaceri intellettuali, non ultimo la progettazione del Ginkaku-ji, il Padiglione d'Argento che rivaleggiasse con il Kinkaku-ji, il Padiglione d'Oro che aveva fatto costruire suo nonno Ashikaga Yoshimitsu.
Ma il livello di violenza raggiunto a Kyōto disgustò altri in tutto il Giappone. L'atteggiamento compiacente dello shōgun nei confronti della guerra autorizzò i vari daimyō a procedere nelle loro guerre private, dando vita ad una escalation di guerre che si estesero in tutto il Giappone ed esso non ebbe termine nemmeno quando le ostilità si fermarono nel teatro principale di Kyōto. Nella provincia di Yamashiro il clan Hatakeyama si era diviso in due fazioni che lottavano l'una contro l'altra. Questo stato di violenza perenne non fu senza conseguenze, e nel 1485 i contadini ed i samurai di origini umili diedero vita ad una sommossa, dando vita ad un esercito organizzato, gli Ikki, essi costrinsero gli eserciti dei clan in guerra ad abbandonare la provincia ed istituirono nel 1486 un proprio governo su tutta la provincia di Yamashiro.
Ben presto la ventata di rivolta degli Ikki si diffuse in altre regioni del Giappone e nella provincia di Kaga la setta buddhista amidista, gli ikki, iniziò la sua rivolta contro la loro coscrizione da parte del signore della guerra locale, Togashi Masachika e si appellarono ai contadini locali per creare una alleanza permanente al fine di ribellarsi. Fu così che nel 1488 l'alleanza dei ribelli scacciò dalla provincia di Kaga il signore Masachika e presero il controllo dell'intera provincia. In seguito iniziarono ad edificare templi-fortezza lungo tutto il corso del fiume Yodo usandoli come loro quartier generale.
Sia il movimento degli Ikki che quello degli Ikkō vengono denominati nella storia giapponese come moti rivoluzionari indicati con un termine specifico: gekokujō (gli umili opprimono i potenti).

## Le conseguenze
Con la guerra di Ōnin, lo Shogunato Ashikaga assiste alla sua totale decadenza, ed al suo posto il clan Hosokawa divenne il vero detentore del potere permettendo agli shōgun Ashikaga di regnare come semplici fantocci nelle loro mani.
Quando il figlio di Yoshimi, Ashikaga Yoshitane viene eletto shōgun nel 1490, il clan Hosokawa lo costringe alla fuga ed elegge al suo posto un altro esponente degli Ashikaga, Yoshizumi. 
Nel 1499 Yoshitane raggiunge Yamaguchi, capitale della provincia di Ōuchi e guadagna il supporto del locale clan. Nel 1507 Hosokawa Masamoto viene assassinato e un anno dopo Yoshizumi è costretto a lasciare Kyōto e il clan Ōuchi ristabilirà Yoshitane allo shogunato.

## Cronologia
Le origini del conflitto "Ōnin" sono molteplici. Pensare che la guerra sia iniziata con una lite tra gli Hosokawa e gli Yamana è troppo semplicistico. La fase iniziale di questa lotta durata un decennio "è stata solo una scintilla che ha dato fuoco ad una conflagrazione più ampia". Senza comprendere completamente le successive conseguenze, già lo shogunato Kamakura aveva allentato le restrizioni della tradizione nella società giapponese, il che significava che "nuove energie venivano rilasciate, nuove classi si formavano e veniva creata nuova ricchezza". Mentre le potenti figure dello shogunato si contendevano l'influenza a Kyoto, le principali famiglie delle province stavano accumulando risorse e diventando sempre più indipendenti dai controlli centralizzati.
Antefatti
- 1443 Ashikaga Yoshimasa diventa  shōgun.
- 1445 Hosokawa Katsumoto diventa Kyoto Kanrei.
- 1449 Ashikaga Shigeuji prende governo del Kantō.
- 1457 Ōta Dōkan  costruisce il castello di Edo. Ashikaga Masatomo viene inviato a governare il Kantō.
- 1458 Yoshimasa costruisce un nuovo palazzo Muromachi.
- 1464 Ashikaga Yoshimi assiste pubblicamente il fratello Yoshimasa.
- 1465 Tomi-ko da alla nascita Ashikaga Yoshihisa
- 1466 Yamana Sōzen e Hosokawa Katsumoto ammassano truppe vicino a Kyoto.

La guerra
- 1467 Scoppio della guerra Ōnin.  Yamana viene dichiarato ribelle.  In Novembre il tempio Shōkoku-ji viene distrutto.
- 1468 Yoshimi si allea al clan Yamana.
- 1469 Yoshimasa nomina Yoshihisa suo erede.
- 1471 La setta Ikkō-ikki accumula potere. Asakura Toshikage usurpa il clan Shiba e diventa (shugo) di Echizen.[1]
- 1473 Muoiono Yamana e Hosokawa.  Yoshimasa si ritira.
- 1477 Il clan Ōuchi lascia Kyoto.  Fine della guerra Ōnin.

Post guerra
- 1485 Rivolte dei contadini Ikki a Yamashiro.
- 1489 Muore Yoshihisa.
- 1490 Muore Yoshimasa. Ashikaga Yoshitane diventa shōgun.